# Richard Douglas Lane
Richard Douglas Lane (1926—2002 / 76 tuổi) là một học giả người Mỹ, tác giả, nhà sưu tập và người kinh doanh nghệ thuật Nhật Bản. Ông sống ở Nhật Bản phần lớn của cuộc đời mình và có một mối quan hệ lâu dài với Bảo tàng Nghệ thuật Honolulu tại Hawaii, nơi đây hiện nay đang lưu giữ bộ sưu tập nghệ thuật khoảng rộng bao la của ông.